# Ouija, un été meurtrier
Production
Diffusion
Ouija, un été meurtrier est une série télévisée franco-allemande fantastique réalisée par Thomas Bourguignon et diffusée à partir du 15 août 2024 sur France 3.
Cette fiction est une coproduction de la société française Kwaï et de la société allemande Big Window Productions.

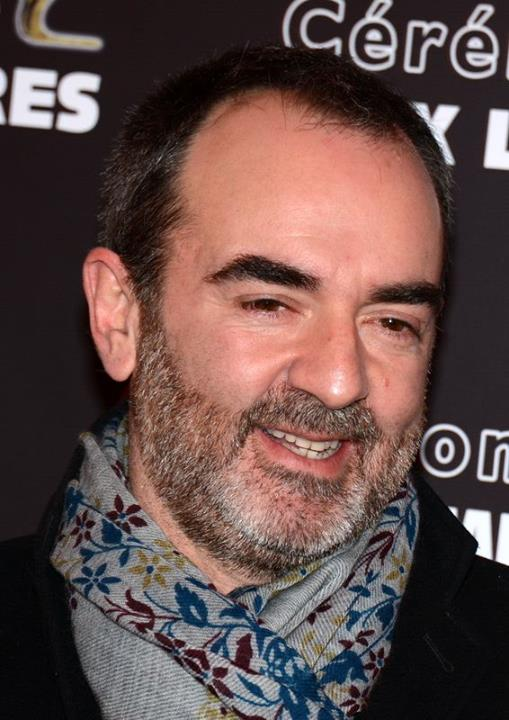
Bruno Solo.

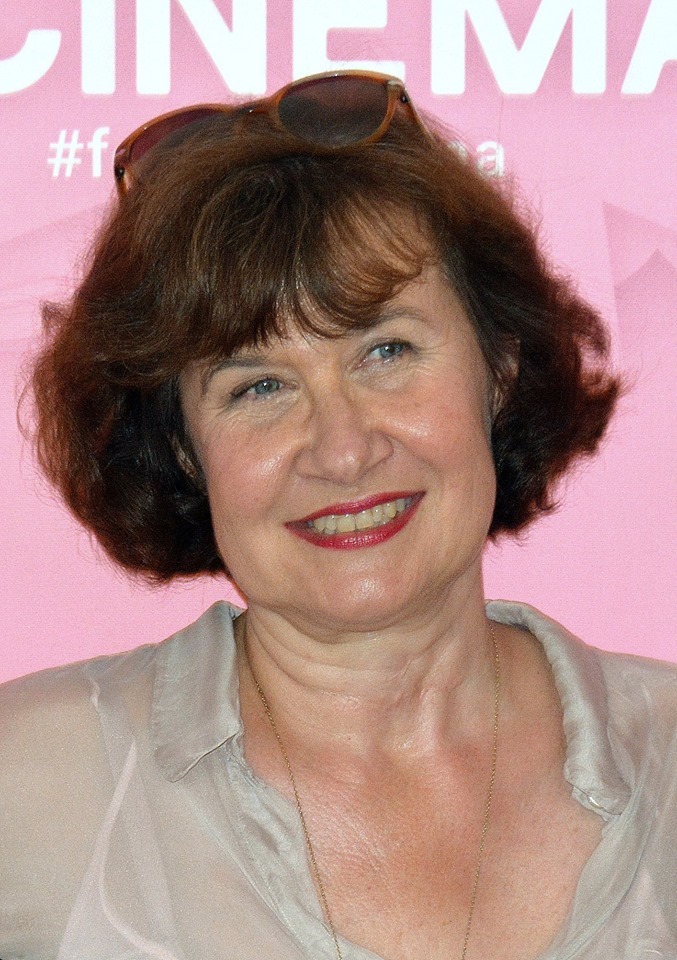
Anne Le Ny.

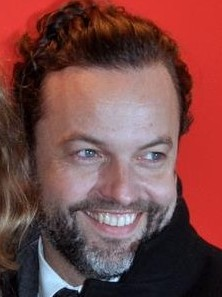
Patrick Mille.

## Synopsis
Durant l'été 1982, dans un petit village de Provence, les adolescents Vincent, Alice, Yasmine et Mathieu reçoivent leurs correspondants allemands Frank, Dilay, Iris et Oliver.
Aveugle, le jeune Frank se met à avoir des visions à la suite d'un jeu de ouija, une planche permettant de communiquer avec les esprits.
Pendant ce temps, la maréchal des logis chef de gendarmerie Isabelle, mère de Vincent, enquête sur la disparition du grand-père d'Alice, Philippe.

## Distribution
- Bruno Solo : Pierre Seguin, maire d'Utelle
- Anne Le Ny : Françoise Seguin, épouse de Pierre
- Matthias Van Khache : Charles Seguin, fils de Pierre et Françoise
- Ophélia Kolb : Isabelle Seguin, épouse de Charles, maréchal des logis chef de gendarmerie
- Victor Lefebvre : Vincent Seguin, fils de Charles et Isabelle
- Katharina Schüttler : Karin Schiller
- Thomas Sarbacher : Fritz Schiller
- Anton Weil : Fritz Schiller jeune
- Ruben Meiller : Frank Schiller, le correspondant allemand de Vincent
- Patrick Mille : Jacques Lagorce
- Manu Libert : Mathieu Lagorce
- Raphaëlle Agogué : Laure Lagorce
- Éloïse Rey (sous le nom d'Éloïse Kafui) : Alice Brémont
- Stéphane Rideau : René Brémont
- Leila Rink : Dilay Pamuk, la correspondante allemande d'Alice
- Catherine Mouchet : Madeleine Lagorce
- Eugénie Sigonneau : Madeleine Lagorce jeune
- Loïc Azorin : Pierre Seguin jeune
- Léa Bonneau : Françoise Seguin jeune
- Quentin Coudert : Philippe Brémont jeune
- Stefan Konarske : Klaus Lehmann
- Catherine Lecoq : Lucie
- Emilia Pieske : Iris Hoffmann, la correspondante allemande de Yasmine
- Anton Petzold : Oliver Mayer, le correspondant allemand de Mathieu
- Célia Labrument : Yasmine Abbas
- Mounir Margoum : Farid Abbas
- Guillaume Carcaud : Louis Giono, le gendarme coéquipier d'Isabelle
- Narcisse Mame : Père Antoine

## Production

### Genèse et développement
Cette fiction est une coproduction de la société française Kwaï et de la société allemande Big Window Productions,,, réalisée avec la participation de France Télévisions ainsi que le soutien de la région Provence-Alpes-Côte d'Azur et du département des Alpes-Maritimes.
La série est créée et écrite par Thomas Bourguignon et Jörg Winger,,.
Les créateurs de la série Thomas Bourguignon et Jörg Winger expliquent : « La Coupe du monde de 82 nous a servi à structurer le récit. Un match, un épisode. Chaque match nous rapprochant inéluctablement de la fameuse demi-finale perdue par la France contre l'Allemagne, avec Schumacher brisant la mâchoire de Battiston et les rêves de la génération Platini. Tout le monde se souvient de cette Nuit de Séville, chacun sait où il était ce soir-là, un peu comme le 11 septembre… On peut dire que ça a été la dernière guerre avec l'Allemagne ! »
Pour Jörg Winger : « Les épreuves et les tribulations de l'expérience adolescente, les chocs culturels entre deux pays et trois générations, et l'histoire qui revient nous hanter, constituent la colonne vertébrale de la mystérieuse aventure qu'est Ouija. » Bourguignon de son côté déclare : « Ouija est la version fantasmée de nos souvenirs. C'est la jeunesse que notre génération aurait rêvé de vivre. La génération X. C'est aussi un portrait de nos parents et grands-parents – allemands et français – quand ils étaient jeunes, dans les années 1940 et dans les années 1980. »

### Tournage
Le tournage de la série se déroule du 30 mars au 5 juillet 2022 à Utelle et ses environs, petit village de la vallée de la Vésubie au nord de Nice. D'autres plans ont été tournés dans le Parc Naturel Régional des Préalpes d'Azur (au nord de Grasse), ainsi qu'à Rougon et La Pallud pour les séquences autour et dans le Verdon dans la région Provence-Alpes-Côte d'Azur,,,,.

### Fiche technique
Sauf indication contraire, les informations mentionnées dans cette section peuvent être confirmées par les bases de données cinématographiques  présentes dans la section « Liens externes ».
- Titre français : Ouija, un été meurtrier
- Genre : fantastique
- Production : Stéphanie Carrère, Thomas Bourguignon et Jörg Winger[1],[3],[8]
- Sociétés de production : Kwaï et Big Window Productions[1],[4],[3],[8]
- Réalisation : Thomas Bourguignon[1],[3],[9],[10]
- Scénario : Thomas Bourguignon, Jörg Winger[1],[10],[4],[3],[8], Judit Banhazi, Lucie Frejaville, Cyril Tysz et David Robert[11]
- Musique : Yuksek[12],[11]
- Décors : Emmanuelle Cuillery[11]
- Costumes : Élisa Ingrassia[11]
- Maquillage : Véronique Clochepin Lassalle
- Photographie : Simon Roca[11]
- Son : Pierre Gauthier
- Directrices de casting : Frédérique Amand, Emilie Chaumat
- Montage : Joël Jacovella, Guillaume Houssais[11]
- Montage son : Rodolphe Risse, Vincent Vatoux, Florent Vrac
- Mixage : Bruno Mercère, Dominique Gaborieau
- Pays de production :  France /  Allemagne[1]
- Langue originale : français
- Format : couleur
- Nombre de saisons : 1
- Nombre d'épisodes[1],[10],[4] : 6
- Durée : 45 minutes[1],[10],[4]
- Dates de première diffusion : 
  - France : 15 août 2024 sur France 3[13]

## Épisodes
1. Malédiction
2. Profanation
3. France
4. La nuit des étoiles filantes
5. La nuit de Séville
6. Catharsis

## Accueil

### Audiences et diffusion

#### En France
En France, la série est diffusée le jeudi vers 21 h 10 sur France 3 par salve de trois épisodes les 15 et 22 août 2024.
| Épisode            | Diffusion          | Diffusion          | Audience moyenne          | Audience moyenne                       | Audience moyenne | Réf.   |  |
| Épisode            | Jour               | Horaire            | Nombre de téléspectateurs | Part de marché (sur les 4 ans et plus) | Classement       | Réf.   |  |
| ------------------ | ------------------ | ------------------ | ------------------------- | -------------------------------------- | ---------------- | ------ |  |
| 1                  | Jeudi 15 août 2024 | 21 h 10 - 22 h 05  | 1 320 000                 | 8,4 %                                  | 4e               | [ 14 ] |  |
| 2                  | Jeudi 15 août 2024 | 22 h 05 - 22 h 50  | 1 030 000                 | 7 %                                    | 5e               | [ 14 ] |  |
| 3                  | Jeudi 15 août 2024 | 22 h 50 - 23 h 50  | 781 000                   | 8 %                                    |                  | [ 14 ] |  |
| 4                  | Jeudi 22 août 2024 | 21 h 10 - 22 h 05  | 938 000                   | 5,5 %                                  | 5e               | [ 15 ] |  |
| 5                  | Jeudi 22 août 2024 | 22 h 05 - 22 h 55  | 784 000                   | 5 %                                    |                  | [ 15 ] |  |
| 6                  | Jeudi 22 août 2024 | 22 h 55 - 23 h 50  | 647 000                   | 6,1 %                                  |                  | [ 15 ] |  |
|                    |                    |                    |                           |                                        |                  |        |  |
| Bilan de la saison | Bilan de la saison | Bilan de la saison | 916 000                   | 6,7 %                                  |                  | [ 16 ] |  |

- Les plus hauts chiffres d'audience
- Les plus bas chiffres d'audience

### Accueil critique
Pour Alexandre Letren, du site VL-Média : « Si la série n'évite pas la traditionnelle enquête policière, l'intrigue avance par le biais du fantastique et de la traque de cette bande d'ados particulièrement bien castée […] Mais c'est bien quand la série assume clairement le fantastique qu'elle se montre bien meilleure. Là encore si parfois les effets spéciaux ont un peu un côté bande dessinée assumé, l'écho que la partie fantastique trouve dans la grande histoire est vraiment intéressant […] Ouija connaît ainsi une vraie montée en puissance. Si la première partie utilise un peu trop le fantastique comme un prétexte, l'intensité de l'intrigue monte épisode après épisode […] Outre l'utilisation du théâtre comme vecteur de transmission de la vérité, on aime particulièrement le choix pour le coup radical choisi pour finir le 6e et dernier épisode. Cliff de fin de saison ou choix de fin de série, dans les deux cas, on apprécie vraiment ce twist particulièrement osé et qui va l'encontre de la volonté de « rassurer » un auditoire qui aurait peur de se confronter au genre ».
Pour Lucie Reeb, du site Allociné : « Malgré des débuts un peu lents, on se fait rapidement happer par cette série en 6 épisodes d'une étonnante complexité […] Entre fantastique, horreur, policier et histoire de famille, cette fiction créée par Thomas Bourguignon et Jörg Winger parvient à mélanger les genres pour nous proposer un scénario original, le tout porté par un casting très convaincant, fait de jeunes talents prometteurs […] L'ambiance sombre et pesante du scénario contraste habilement avec les magnifiques paysages de la région, mis en valeur par la caméra de Thomas Bourguignon ».
Jean-Christophe Nurbel, du site Bulles de culture, estime que « En dépit d'une réalisation pas toujours heureuse, une musique par moment trop appuyée et quelques scènes prévisibles, la série Ouija un été meurtrier parvient à nous intriguer grâce à son récit plein de mystères, sa bande de jeunes attachante et ses incursions dans le fantastique et le paranormal ».